# Jacek Korczakowski
Jacek Korczakowski (ur. 4 sierpnia 1939 w Warszawie, zm. 29 lipca 2013 w Gdańsku) – polski literat, poeta i autor scenariuszy, sztuk teatralnych, tekstów estradowych oraz piosenek, librecista, tłumacz, reżyser programów estradowych oraz kapitan żeglugi wielkiej. W latach 2008–2012 sekretarz generalny i prezes Związku Polskich Autorów i Kompozytorów (ZAKR), wieloletni członek Stowarzyszenia Autorów ZAiKS, kierownik literacki Teatru Muzycznego w Gdyni oraz dyrektor artystyczny Zespołu Marynarki Wojennej „Flotylla”.

## Życiorys

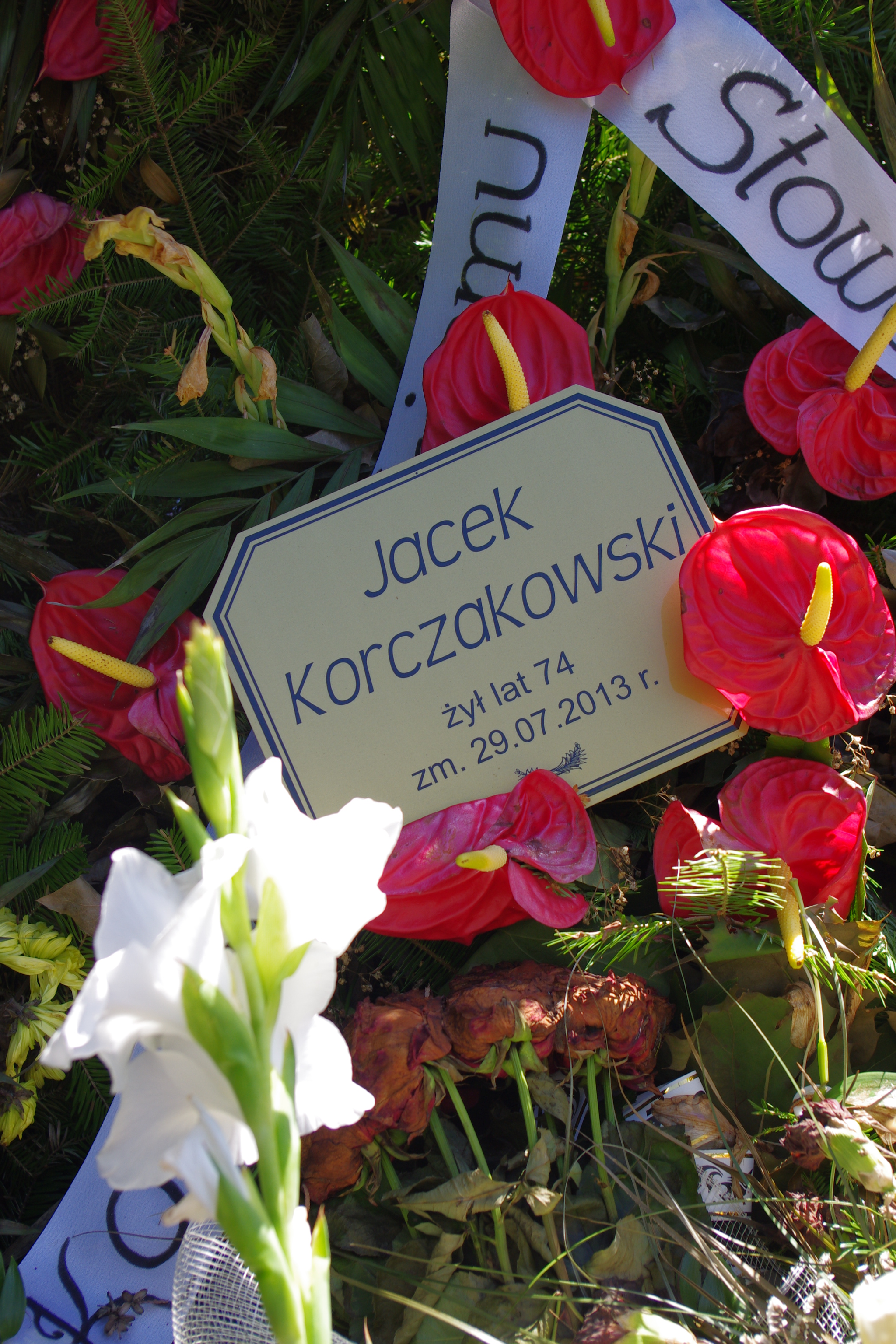
Grób tekściarza i poety Jacka Korczakowskiego (1939–2013) na cmentarzu komunalnym Północnym na Wólce Węglowej w Warszawie

Urodził się w rodzinie Jana i Jadwigi z domu Kwiecińskiej. Ukończył Szkołę Podstawową nr 5 w Świdrze i Liceum Ogólnokształcące w Płocku, następnie Wydział Filologii Polskiej Uniwersytetu Warszawskiego. Karierę artystyczną zaczął jeszcze podczas studiów w 1956 r., debiutując jako autor i aktor kabaretu „Stodoła” w Warszawie, z którym związany był do 1960 r. Następnie w latach 1961–1978 współpracował z warszawskimi teatrami Syrena i Buffo oraz Teatrem Muzycznym w Gdyni, gdzie piastował także funkcję kierownika literackiego i reżysera oraz gdzie udzielał się jako autor licznych librett do wystawianych tam sztuk. Jedną z ostatnich prac była rock-opera Krzyżacy z 2010 r. według powieści Henryka Sienkiewicza. 
Autor tekstów skeczy, monologów oraz piosenek dla kabaretów Wagabunda, Szpak czy U Lopka i Dodka oraz autorskiego kabaretu Coś z życia. Współpracownik radiowych Podwieczorków przy mikrofonie. 
Piosenki do jego tekstów wykonywali między innymi tacy artyści jak: Ewa Bem, Bogdan Czyżewski, Ludmiła Jakubczak, Anna Jantar, Irena Jarocka, Jerzy Michotek, Irena Santor, Danuta Stankiewicz, Ewa Śnieżanka, Teresa Tutinas, Zbigniew Wodecki czy Tadeusz Woźniak. Jego największym przebojem była piosenka Szeptem do muzyki Jerzego Abratowskiego z repertuaru Ludmiły Jakubczak, nagrodzona II nagrodą na Międzynarodowym Festiwalu Piosenki Sopot ’62.
Zmarł w Gdańsku, pochowany 7 sierpnia 2013 na cmentarzu komunalnym Północnym w Warszawie (kwatera W-IV-1-9-5).
Córką Jacka Korczakowskiego jest polska reżyserka teatralna Natalia Korczakowska.

## Odznaczenia
- Medal Stowarzyszenia Autorów ZAiKS (2009)[4]
- Odznaka honorowa ZAiKS-u (1988)[4]